# Gerrit Smith
Gerrit Smith (Utica, Nueva York, 6 de marzo de 1797 - Nueva York, 28 de diciembre de 1874) fue un político abolicionista y filántropo estadounidense. Fue uno de los miembros del Comité Secreto de los Seis.

## Biografía
Conocido sobre todo por haber sido uno de los miembros del llamado Comité Secreto de los Seis, célula política que financió la toma de Harper's Ferry, acción emprendida por John Brown para la abolición de la Esclavitud en los Estados Unidos.
Fue candidato en tres ocasiones a la nominación como presidenciable en las elecciones a Presidente de los Estados Unidos en 1848, 1852 y 1856.

#### Comité Secreto
El Comité Secreto de los Seis, llamado en inglés simplemente Secret Six, fue una célula política compuesta por Thomas Wentworth Higginson, Samuel Gridley Howe, Theodore Parker, Franklin Benjamin Sanborn, Gerrit Smith y George Luther Stearns, que proporcionaron en secreto fondos destinados a la lucha armada contra la esclavitud, lucha encabezada por el abolicionista John Brown. Estos seis hombres se habían unido a la causa abolicionista mucho antes de su encuentro con John Brown, pues estaban convencidos de que la esclavitud en Estados Unidos no desaparecería sin lucha armada.